# Fujiyoshida
Fujiyoshida (富士吉田市, Fujiyoshida-shi) est une ville située dans la préfecture de Yamanashi, au Japon.

## Géographie

### Situation
Fujiyoshida est située dans le sud de la préfecture de Yamaguchi, au nord du mont Fuji.

### Municipalités limitrophes
| Fujikawaguchiko | Nishikatsura | Tsuru      |
| Fujikawaguchiko | Fujiyoshida  | Oshino     |
| Narusawa        | Oyama        | Yamanakako |

### Démographie
Au 1er décembre 2019, la population de Fujiyoshida s'élevait à 48 576 habitants, répartis sur une superficie de 121,74 km2.

### Climat
Fujiyoshida a un climat continental humide caractérisé par des étés chauds et humides et des hivers froids. La température moyenne annuelle est de 8,4 °C. La pluviométrie annuelle moyenne est de 1 961 mm, septembre étant le mois le plus humide.

## Histoire
La ville de Fujiyoshida a été créée le 20 mars 1951 de la fusion des anciens bourgs de Shimoyoshida, Fujikamiyoshida et Akemi.

## Culture locale et patrimoine

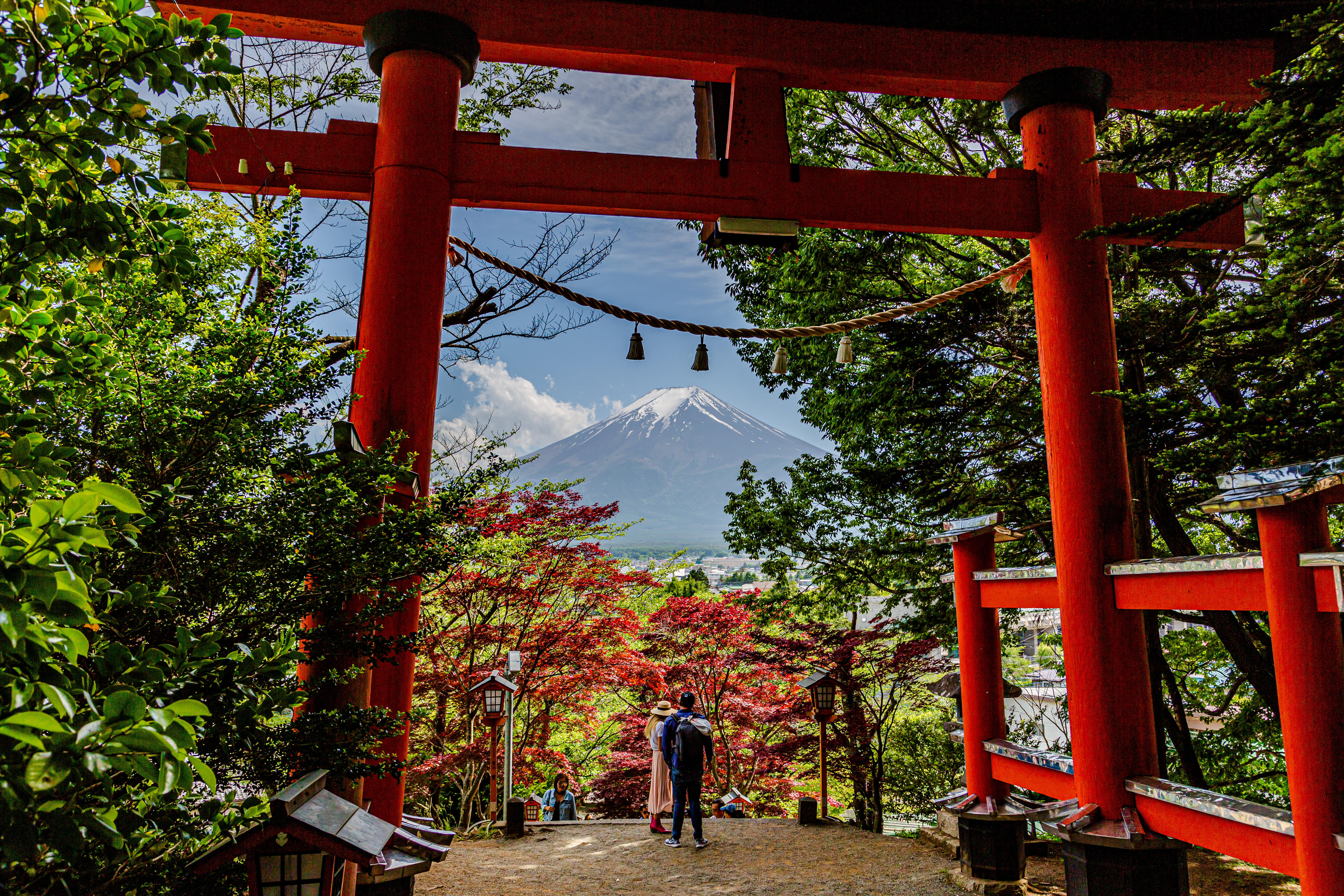
Le parc Arakurayama Sengen à Fujiyoshida en 2018.

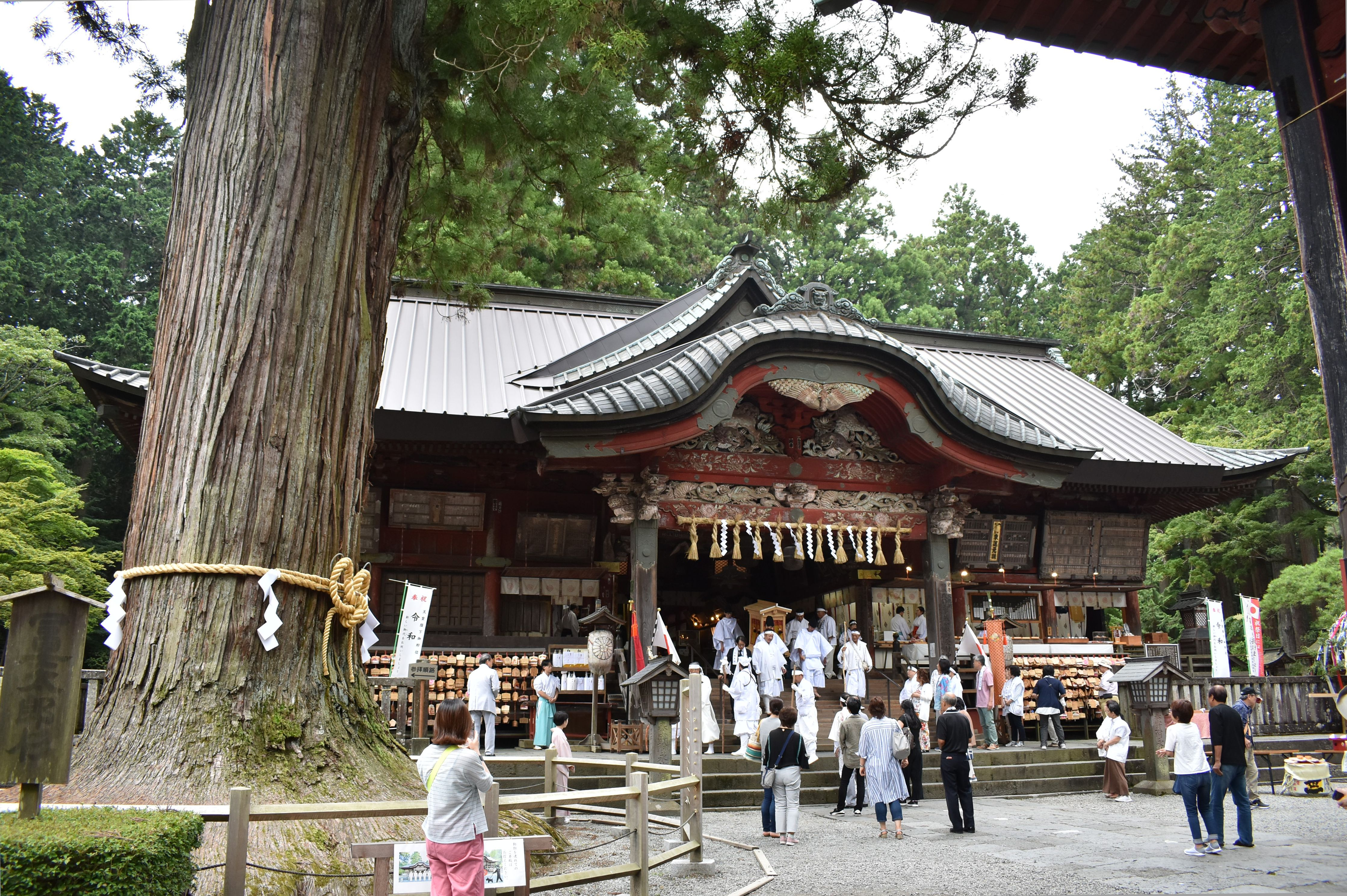
Kitaguchi Hongū Fuji Sengen-jinja.

- Parc Arakurayama-sengen, connu pour sa vue sur le mont Fuji avec la pagode Chūrei-tō au premier plan
- Kitaguchi Hongū Fuji Sengen-jinja, sanctuaire situé au pied du mont Fuji
- Fuji-Q Highland
- Musée du Dôme du radar du mont Fuji

## Sports
La course du mont Fuji est organisée chaque dernier vendredi de juillet depuis 1948. Elle relie la mairie de la ville au sommet du mont Fuji en suivant le chemin Yoshida.

## Transports
Fujiyoshida est desservie par la ligne Fujikyuko de la compagnie Fujikyu. La gare du Mont Fuji est la principale gare de la ville.

## Jumelages
- Colorado Springs (États-Unis) depuis 1962
- Chamonix-Mont-Blanc (France) depuis 1978[4]

## Personnalité liée à la ville
- Keiji Mutō (né en 1962), catcheur